# Johannes Feest
Johannes Feest (* 21. November 1939 in Berlin) ist ein deutscher Kriminologe und Rechtssoziologe. Von 1974 bis zu seiner Versetzung in den Ruhestand 2005 war er Professor für Strafverfolgung, Strafvollzug und Strafrecht sowie Leiter des Strafvollzugsarchivs an der Universität Bremen. Er ist der Autor mehrerer Veröffentlichungen und war bis zur 8. Auflage (2022) Mit-Herausgeber des Alternativkommentars zum Strafvollzugsgesetz/den Strafvollzugsgesetzen (AK-StVollzG, ISBN 978-3-452-27536-3). Seit 2022 ist er Mitglied des Bundesvorstands der Humanistischen Union.

## Ausbildung und Berufslaufbahn
Johannes Feest studierte Rechtswissenschaft in Wien und München sowie Soziologie in Tübingen und an der University of California, Berkeley.
Von 1967 bis 1969 war er Mitarbeiter von Dr. med. Hannes Kapuste an dessen Institut für Ausbildungsforschung in der Medizin in München. Von 1970 bis 1974 war er Referent für Kriminologie am Max-Planck-Institut für Ausländisches und Internationales Strafrecht in Freiburg.
Beeinflusst von der US-amerikanischen Kriminalsoziologie verfasste er 1972 gemeinsam mit Erhard Blankenburg das Buch Die Definitionsmacht der Polizei. Strategien der Strafverfolgung und soziale Selektion, das zu den Schlüsselwerken der Kritischen Kriminologie gezählt wird, weil erstmals in Deutschland Polizeiarbeit im Lichte des Labeling Approach analysiert wurde.
Von 1974 bis zu seiner Versetzung in den Ruhestand 2005 war Feest Professor für Strafverfolgung, Strafvollzug und Strafrecht an der Universität Bremen. Zu seinen Forschungsschwerpunkten gehörten das Recht und die Realität der Gefängnisse.
Von 1995 bis 1997 leitete er das International Institute for the Sociology of Law im baskischen Oñati.
Von 1977 bis zu dessen Umzug an die Fachhochschule Dortmund im Jahre 2011 leitete er das von ihm an der Universität Bremen gegründete Strafvollzugsarchiv.
Im Ruhestand beschäftigt er sich verstärkt mit Fragen der Bürgerrechte und Menschenrechte und widmet sich seinen literarischen Hobbys.

## Verschiedenes
Im Jahr 2001 gründete er zusammen mit Barbara Alms, Inge Buck und Peter Derleder in Bremen das Lesetheater „Literarisches Quartier“ (LitQ). Diese Gruppe ist bemüht, den offiziellen Kulturbetrieb durch Lesungen von Autorinnen und Autoren zu ergänzen, die unbekannt oder in Gefahr sind, in Vergessenheit zu geraten.
Er ist Mitglied im Beirat des Kriminologischen Journals (KrimJ), sowie Mitglied im Schildower Kreis, welcher sich für die Legalisierung von Drogen einsetzt.
Nach ihm wurde der Johannes-Feest-Preis der „Europäischen Konferenzen zu Gesundheitsförderung in Haft“ benannt, der Personen, Initiativen und Institutionen auszeichnen soll, „die sich ganz wesentlich um eine Verbesserung der gesundheitlichen Versorgung Gefangener verdient gemacht haben“.
von 2009 bis 2025 war er Mitglied der Jury des Ingeborg-Drewitz Literaturpreises für Gefangene.
Von 2011 bis 2014 war er Vorsitzender des Beirats des Instituts für Rechts- und Kriminalsoziologie in Wien.

## Familie
Feest ist mit der Juristin Christa Feest verheiratet; sie haben drei Kinder: die Philosophin Uljana Feest, den Juristen Caspar Feest und den Historiker David Feest. Der Ethnologe Christian Feest und der Künstler Gerhard Gleich sind seine Brüder.

## Veröffentlichungen (Auswahl)
- (1972) Die Definitionsmacht der Polizei. Strategien der Strafverfolgung und soziale Selektion (mit Erhard Blankenburg). Düsseldorf: Bertelmann Universitätsverlag.
- (1985) Emil Sonnemann 1869–1950. Eine Chronik. Bremen: Zentraldruckerei der Universität 1985.
- (1997) Totale Institution und Rechtsschutz. Eine Untersuchung zum Rechtsschutz im Strafvollzug (mit Wolfgang Lesting und Peter Selling). Opladen: Westdeutscher Verlag.
- (2001) Adapting Legal Cultures (Hrsg., zusammen mit David Nelken). Oxford: Hart Publishing.
- (2009) Contempt of Court. Zur Wiederkehr des Themas der renitenten Strafvollzugsbehörden (mit Wolfgang Lesting). In: Festschrift für Ulrich Eisenberg zum 70. Geburtstag, München: C.H. Beck, S. 675–690.
- (2015) Abolition in the times of pre-crime. In: Thomas Mathiesen: The Politics of Abolition Revisited. New York: Routledge, 263-272.
- (2019) Manifest zur Abschaffung von Strafanstalten und anderen Gefängnissen.[11][12].
- (2020) Definitionsmacht, Renitenz, Abolitionismus. Texte rund um das Strafvollzugsarchiv. Springer Wiesbaden.
- (2021) Gerlinda Smaus: „Ich bin ich“. Beiträge zur feministischen Kriminologie(Hrsg., mit Brunilda Pali). Springer Wiesbaden.(2024 ist eine italienische Übersetzung unter dem Titel „IO SONO IO“ im Verlag Castelvecchi erschienen).
- (2022) Strafvollzugsgesetze. Kommentar (Hrsg., mit Wolfgang Lesting und Michael Lindemann), 8. Auflage des AK StVollzG, Heymanns Verlag: Köln.
- (2023) Gefängnis-Abolitionismus als Kritische Kriminalpolitik in: Vorgänge. Zeitschrift für Bürgerrechte und Gesellschaftspolitik 243, 21-31.
- (2024) Apartheid in Israel – Tabu in Deutschland? (mit Arne Andersen und Sebastian Scheerer), ISP Verlag: Köln.

## Festschrift
- Sven-U.Burkhardt, Christine Graebsch, Helmut Pollähne (Hrsg.): Korrespondenzen. In Sachen: Strafvollzug, Rechtskulturen, Kriminalpolitik, Menschenrechte. Münster: LIT Verlag 2005, ISBN 978-3-8258-8658-5.